# Ladislav Bittman
Ladislav Bittman (Praga, 14 de fevereiro de 1931 — Rockport, 18 de setembro de 2018) foi um ex-agente da StB que, em 1968, desertou para o Ocidente. Adotou o nome de Lawrence Martin-Bittman. Durante seu tempo de serviço para a StB, usou o codinome Brychta.

## Carreira

### Oriente
Uniu-se ao KSČ (Komunistická strana Československa — Partido Comunista da Tchecoslováquia), com 15 anos de idade, em 1946. Desde 1950, estudou na Faculdade de Relações Internacionais. Em Outubro de 1953, era membro da delegação tcheca no comitê para repatriação aos países neutros na Coreia. Após seu retorno, foi informado que, após a conclusão dos estudos, tornar-se-ia membro do serviço de inteligência.
Em 1 de Setembro de 1954, iniciou estudos na Šternova špionážní škola (escola de espionagem operacional). Em Março de 1955, transferiu-se para o 8º departamento, a parte analítica da primeira administração da StB (inteligência tchecoslovaca). O departamento analisava os resultados de operações sindicais e empresariais e preparava sua execução através de agentes da StB. Relatórios diários eram enviados ao Ministro do Interior e a alguns membros do Comitê Central do Partido Comunista. Bittman estava no comando da Alemanha Ocidental.
Em 1 de Fevereiro de 1958, foi transferido para o 4º departamento operacinal. Este atuava no setor Alemanha-Áustria e realizava, entre outras coisas, sequestros de ocidentais. Ganhou, em 1961, um posto em Berlim como adido cultural, onde coordenou as atividades de alguns agentes, aproximando-se de autoridades de Berlim Ocidental. Em 1963, retornou à Tchecoslováquia e, um ano mais tarde, tornou-se vice-chefe do 8º departamento de medidas ativas para lidar com provocações e criar desinformação. A primeira ação foi a operação Netuno. Esta, consistia na "descoberta", no fundo do Lago Negro na floresta da Boêmia, de documentos forjados para difamar líderes políticos alemães ocidentais.  
Operações Toro e Mann
Foi o responsável por arquitetar o truque difamatório de que houve participação da CIA no golpe de 1964, tendo forjado os documentos posteriormente distribuídos por jornalistas brasileiros que àquela época constavam da folha de contatos diretos da StB e recebiam pagamentos periódicos. Essas informações foram dadas em suas confissões e também foram posteriomente confirmadas após a abertura dos documentos originais do StB, onde constam a lista de pessoas ligadas à agência e o plano original executado por Bittman, tendo sido dividido em duas operações, AO. Toro e AO. Mann . 
Dentre os contatos envolvidos nas operações estavam:
- Roberto Plassing[5], nascido em 18 de Janeiro de 1927, jornalista do Última Hora, Diário Carioca[6] e O Estado de São Paulo - Operou sob os codinomes KAT e PAULO
- Luiz de Vasconcellos[7], redator do Diário de Notícias e Conjuntura Econômica - Operou sob os codinomes ARAB e LEANDRO
- Antonio Luiz Fernando d’Araújo[8], nascido em 6 de setembro de 1930, geólogo e funcionário da Petrobrás, responsável pelo sucesso da operação AO. Toro - Operou sob os codinomes KANO e ARAGON
- Jadiel F. de O.[9], nascido em 1937, alto funcionário do MRE, recrutado por KANO sob falsa bandeira para obter informações sobre as relações com os americanos - Operou sob o codinome LYMO
- Flávio Aristides Freitas Hailliot Tavares[10], nascido em 12 de junho de 1934, jornalista do Última Hora - Operou sob o codinome Lenco

As operações de desinformação bem sucedidas da inteligência tcheca eram avaliadas positivamente pela KGB.
Afirma em seu livro A KGB e a Desinformação Soviética:
Sobre a cooperação entre  StB e KGB:
"Sob a direta supervisão soviética, o departamento de desinformação tcheco criou dezenas de jogos contra os Estados Unidos, melhorou velhas ténicas de falsificação e desenvolveu novas. Quando Ivan Agayants, o oficial comandante do departamento de desinformação soviético, visitou Praga em 1965, ele parabenizou seus subordinados tchecos pelos seus sucessos, e enfatizou a necessidade de fortalecer a coordenação entre os serviços de inteligência do Pacto de Varsóvia. A maioria destas vitórias foi conquistada em países em desenvolvimento, perturbados por altos índices de desemprego, complicados problemas sociais, linguísticos, tribais e econômicos, nacionalismo agressivo, influência de oficiais militares em assuntos políticos e uma considerável ingenuidade entre os líderes políticos."
Sobre a América Latina:
"A América Latina, com seus fortes sentimentos antiamericanos, foi um campo particularmente fértil e respondeu bem às provocações do Leste Europeu. Usando México e Uruguai como bases operacionais para o resto do continente, a inteligência tchecoslovaca concentrou sua atenção primeiramente no Brasil, na Argentina e no Chile, bem como no México e no Uruguai. Em Fevereiro de 1965, o serviço enviou-me a diversos países latino-americanos, inclusive Brasil e Argentina, para fazer a apreciação pessoal do clima político naqueles lugares e buscar novas ideias operacionais. Naquele tempo, a inteligência tcheca tinha numerosos jornalistas à sua disposição na América Latina. Ela influenciou ideológica e financeiramente diversos jornais  no México e no Uruguai e até mesmo possuiu um jornal político brasileiro até Abril de 1964."
Seus sucessos levaram-no a ser, novamente, enviado para o exterior, tornando-se residente em Viena. Ali, durante os desdobramentos da Primavera de Praga, criticou a invasão da Tchecoslováquia pela URSS e seus aliados, em Agosto de 1968. Em 3 de Setembro daquele ano, desertou para o Ocidente, através da Alemanha, chegando aos EUA. Em 1970, a Tchecoslováquia condenou-o à revelia a sete anos de prisão.
Sobre o golpe de 1964 orquestrado pelos americanos:
"Desde 1964, a crença de que o golpe de 31 de março desse ano foi orquestrado pelos norte-americanos, lançada pela oposição esquerdista, veio conquistando um espaço cada vez maior na mídia, nos livros de "História"            e no ensino, até tornar-se um dogma que só um lunático ou um desalmado agente do imperialismo ousaria contestar. No entanto, ela baseia-se inteiramente em documentos falsos, forjados pela espionagem tcheca que, na    época, era o braço da KGB no Brasil."
Ladislav Bittman, em seu livro "A KGB e a Desinformação Soviética";

### Ocidente
Informou para as autoridades de inteligência dos EUA, como as redes de espionagem de países do bloco comunista operavam e, quais ações de medidas ativas estas realizavam. Em Maio de 1971, testemunhou sob o pseudônimo Lawrence Britt perante uma subcomissão do Senado dos Estados Unidos. Graças à sua antiga posição elevada pôde dar às autoridades estadunidenses informações sobre mais de metade dos agentes da StB infiltrados na Alemanha e na Áustria e, detalhes sobre as atividades desta em outros países. Por suas declarações perante o congresso daquele país, em 1972, tribunais tchecos condenaram-no à revelia a pena de morte e confisco de bens. Foi anistiado somente em 1994.
Suas experiências, nos serviços secretos de países comunistas, são citadas em vários trabalhos literários dos EUA, Alemanha, Indonésia, Brasil, Espanha, e Canadá.
Trabalhou na Universidade de Boston, palestrando sobre comunicação internacional, desinformação e propaganda. Sua ação valeu-lhe o título de professor emérito.
Após a conclusão de uma carreira acadêmica, dedica-se às artes visuais. Pinta usando aguarelas. Suas obras são caracterizadas pela fantasia realista e visão semi-abstrata. Entre os artistas que o inspiram estão Josef Lada e Friedensreich Hundertwasser. Era um membro permanente de associações de arte locais como a Local Colors Artisans Cooperative em Gloucester (Massachusetts).
Faleceu na sua residência, no dia 18 de Setembro de 2018, em Rockport, Massachusetts, aos 87 anos de idade.